# Oscillatore a sfasamento
Un oscillatore a sfasamento (in inglese phase-shift oscillator) è un semplice circuito oscillatore. Consiste in un semplice amplificatore invertente, con l'uscita retroazionata tramite un filtro.  La rete di retroazione è un filtro passa-alto consistente in una rete di resistori e condensatori e 'sfasa' l'uscita dell'amplificatore di 180 gradi alla frequenza di oscillazione, per garantire la condizione di oscillazione.
Il filtro produce uno sfasamento che incrementa con la frequenza.  Deve avere uno sfasamento molto superiore a 180 gradi alle alte frequenze, in modo che lo sfasamento di 180 gradi si ottenga con una media attenuazione.
Il modo più comune di ottenere questo tipo di filtro consiste nell'usare tre stadi identici RC in cascata, che nel complesso producono uno sfasamento massimo di 270 gradi alle più alte frequenze.
La popolarità di questo oscillatore nasce dal fatto che richiede un amplificatore invertente, e per questa ragione può essere realizzato con un singolo stadio amplificatore a componenti discreti.
La forma d'onda prodotta è in prima approssimazione sinusoidale, ma presenta una notevole distorsione. La presenza di sei componenti nella rete di retroazione inoltre rende difficile la regolazione della frequenza. La stabilità dipende dalle qualità dei componenti impiegati.
I tre stadi RC non lavorano nelle stesse condizioni, dato che ciascun stadio ha un carico diverso. Il calcolo della frequenza di oscillazione è molto semplificato ponendo i condensatori e i resistori allo stesso valore.
In questa particolare condizione, e considerando infinita la resistenza di ingresso dell'amplificatore e nulla quella di uscita, si ha:
{\displaystyle f_{\mathrm {oscillazione} }={\frac {1}{2\pi RC{\sqrt {6}}}}}
L'amplificazione dello stadio invertente deve essere
{\displaystyle A_{\mathrm {fb} }>29}
Nel caso di valori R e C diversi, il calcolo diventa molto più complesso e si ha:
{\displaystyle f_{\mathrm {oscillazione} }={\frac {1}{2\pi {\sqrt {R_{2}R_{3}(C_{1}C_{2}+C_{1}C_{3}+C_{2}C_{3})+R_{1}R_{3}(C_{1}C_{2}+C_{1}C_{3})+R_{1}R_{2}C_{1}C_{2}}}}}}
Criterio di oscillazione:
{\displaystyle R_{\mathrm {fb} }=2(R_{1}+R_{2}+R_{3})+{\frac {2R_{1}R_{3}}{R_{2}}}+{\frac {C_{2}R_{2}+C_{2}R_{3}+C_{3}R_{3}}{C_{1}}}}
{\displaystyle +{\frac {2C_{1}R_{1}+C_{1}R_{2}+C_{3}R_{3}}{C_{2}}}+{\frac {2C_{1}R_{1}+2C_{2}R_{1}+C_{1}R_{2}+C_{2}R_{2}+C_{2}R_{3}}{C_{3}}}}
{\displaystyle +{\frac {C_{1}R_{1}^{2}+C_{3}R_{1}R_{3}}{C_{2}R_{2}}}+{\frac {C_{2}R_{1}R_{3}+C_{1}R_{1}^{2}}{C_{3}R_{2}}}+{\frac {C_{1}R_{1}^{2}+C_{1}R_{1}R_{2}+C_{2}R_{1}R_{2}}{C_{3}R_{3}}}}